# Блудов Андрій Валентинович
Блудов Андрій Валентинович  (17 березня 1962, м. Уссурійськ, колишнього СРСР (тепер – РФ) — живописець.
Член Національної спілки художників України (1990), член Всеукраїнської творчої спілки БЖ-АРТ (1993) заслужений діяч мистецтв України ( 3 2018), закінчив Київський державний художній інститут (1990)..

## Хронопис
Андрій Блудов народився 17 березня 1962 року в місті Уссурійську на Далекому Сході колишнього СРСР (тепер – РФ). Він був другим сином у сім’ї. Родина проживала на Слобожанщині та Донбасі. Батько – військовослужбовець, офіцер, тож вони часто переїжджали. .
1970–1975 років, уже в 14–15 років, навчаючись у Київській дитячій художній школі № 6 Оболонського району Андрій почав системне навчання і зустрівся зі своїм першим вчителем – Борисом Петровичем Іщуком. 
У 1982 році закінчив Київський художньо-промисловий технікум.
У 1982 році вступає до Київського художнього інституту на графічний факультет. Своєму проривові в навчанні на першому курсі митець завдячує Петру Петровичу Чебітьку..
Листопад 1983–1985 рр. – служба в армії, перерва у навчанні. 
З 1988 року, ще навчаючись в інституті, А. Блудов вже учасник всеукраїнських, всесоюзних та міжнародних авторитетних виставок.
У 1990 році був прийнятий до Національної спілки художників України, відразу після закінчення навчання. 
У 1990 році, закінчивши навчання, відразу вступив до аспірантури та розпочав викладацьку діяльність у Київському художньому інституті..
У 1994 році відбулася перша персональна виставка представлена у Російській Федерації (у Москві) в галереї «Російська колекція». В той період митець активно співпрацював з М. Журавлем. Писав на тему міфів та образів (персональні проекти – «Міфосвіти» та «Metanosis»). 
У 1993 році митець увійшов до об’єднання художників «БЖ-АРТ».
1995 – Відеоарт «Акваторія світла» та  «Липневе рондо», справили велике враження на неспокушеного новим мистецтвом глядача тих часів.
1996–2010 років –  паралельно з живописом займався розвитком лендарту в Україні (лендарт фестивалі: «Могриця» та «Весняний вітер»).
1999—2000 — «Лист у небо». Учасники проєкту: Мао Мао (Китай),  Олександра Прахова, Андрій Блудов (Україна). Проект демонструвався на 3 Міжнародному фестивалі в Києві 6 червня 1999 та на 1 Міжнародному арт фестивалі  Магдебурзі, (Німеччина), 16-24 вересня 2000.
У 2016 році куратор та мистецтвознавства Вікторія Бурлака запросила А. Блудова на викладацьку роботу у Школі сучасного мистецтва при Інституті проблем сучасного мистецтва.

## Участь у симпозіумах
Упродовж чотирьох років Андрій Блудов бере участь у міжнародному симпозіумі сучасного мистецтва BIRUCHIY, що є масштабною художньою резиденцією України, заснованою в 2006 році.
- 2016 – 11 сезон – серія робіт з проєктів «Гербарій» та «Таємний сад».
- 2017 – 12 сезон «Run на воді ...» –  серія робіт з різних проєктів.
- 2018 – 13 сезон «Neoshamanism. Сила ритуалу» – робота «Мудри».
- 2019 – 14 сезон «Exodus. Biruchiy 019. Montenegro» – серія робіт з проєкту «CITY VISION».

## Звання та нагороди
- 2019 Перша премія Трієнале живопису (Київ)
- 2018 Заслужений діяч мистецтв України.
- 2002 Друга премія Трієнале живопису (Київ)
- 1990 Бронзова медаль Академії мистецтв СРСР[10]
- 1989 Срібна медаль ВДНГ СРСР (Москва)[11]

## Про митця
Чимало уваги початковому періоду творчості митця присвятив Олег Сидор-Гібелинда. Так, в експлікаціях до відеопроєктів 1995 року «Метанозис» та «Акваторія світла» він висловлює думку, що «це терапевтичний засіб від реальності, що як деякі різновиди приправ і отрут, хмільних трав, проростають обабіч основного художнього процесу. Але отрута їх солодка, як добрий лікер, він заколисує і навіває приємні сновидіння...»
Візуальні проєкти А. Блудова знайшли відгук серед широкого загалу, а лендарт фестивалі «Могриця» та «Весняний вітер» стояли у витоків лендарту в Україні, де спільно з П. Бевзою, М. Журавлем і творчим об’єднанням «Лабораторія 20» творилась історія сучасного мистецтва країни. Саме тоді О. Сидор-Гібелинда та О. Ляпін писали про невимовно творчу атмосферу дійств, що створювались на київських пагорбах та розвивали сучасне прогресивне мистецтво України. Тоді було втілено чимало масштабних сміливих творчих експериментів і трансформацій простору, що допомогли художникові усвідомити його особисту художню трансформацію.
О. Денисова вважає найголовнішим проєктом А. Блудова «Голоси». Вона звертає увагу на витворений художником образ, де людина створює обсяг і наповнення тієї своєї стрічки, яку перемотуватиме перед смертю. Але плівка та фотографія аж ніяк не намагаються стати «протезом» пам’яті. Вони лишаються її останнім носієм тоді, коли безпосередні дійові особи йдуть у небуття. Про цей же проєкт відомий філософ, академік С. Кримський зауважував, що фотографії в картинах художника постають «метаобразами певної антропологічної реальності», акцентував на трансформації художником іконописних прийомів і на вмінні перетворити старовинні фотографії на символ.

## Виставки та проекти

### Персональні виставки в Україні
| рік  | назва                                                                     | виставкова зала                                       | країна  | місце  |
| ---- | ------------------------------------------------------------------------- | ----------------------------------------------------- | ------- | ------ |
| 2019 | «Station № 5. Мантра дороги»                                              | Виставкова зала Інституту проблем сучасного мистецтва | Україна | Київ   |
| 2019 | «CITY VISION»                                                             | Карась Галерея                                        | Україна | Київ   |
| 2019 | «Соціополіс»                                                              | Музей сучасного мистецтва Корсаків                    | Україна | Луцьк  |
| 2018 | «Урбаністика»                                                             | Карась Галерея                                        | Україна | Київ   |
| 2017 | «Соціополіс»                                                              | Карась Галерея                                        | Україна | Київ   |
| 2017 | «Enblemata»                                                               | галерея «Дукат»                                       | Україна | Київ   |
| 2016 | «Ганді»                                                                   | Карась Галерея                                        | Україна | Київ   |
| 2016 | «Гастрономія»                                                             | галерея Білий дім                                     | Україна | Київ   |
| 2016 | «TV/ Obscura»                                                             | Галерея Триптих Арт                                   | Україна | Київ   |
| 2015 | «Атракціон» в рамках ART-KYIV Contemporary 2015                           |                                                       | Україна | Київ   |
| 2015 | «Периферія»                                                               | Карась Галерея                                        | Україна | Київ   |
| 2014 | «Сідзан»                                                                  | Галерея Триптих Арт                                   | Україна | Київ   |
| 2014 | Персональна виставка в рамках ART-KYIV Contemporary 2014                  |                                                       | Україна | Київ   |
| 2012 | «Station»                                                                 | Боттега галерея                                       | Україна | Київ   |
| 2012 | «Індостан»                                                                | галерея Триптих                                       | Україна | Київ   |
| 2011 | «Движимость-недвижимость»                                                 | Project art space                                     | Україна | Київ   |
| 2010 | «Ботаніфікація»                                                           | Боттега галерея                                       | Україна | Київ   |
| 2010 | «Лінія. Перехід», 15-й всеукраїнський ленд-арт фестиваль «Весняний Вітер» |                                                       | Україна | Київ   |
| 2010 | «Лунопарк»                                                                | Боттега галерея                                       | Україна | Київ   |
| 2009 | «Криптотека»                                                              | Боттега галерея                                       | Україна | Київ   |
| 2007 | «Голоси»                                                                  | галерея Колекція                                      | Україна | Київ   |
| 2007 | «Дитячі кімнати»                                                          | виставкова зала Спілки художників                     | Україна | Київ   |
| 2004 | «Таємний сад»                                                             | Національний художній музей України                   | Україна | Київ   |
| 2004 | «Сад відображень»                                                         | РА галерея                                            | Україна | Київ   |
| 2004 | «Гербарій»                                                                | Центр Сучасного Мистецтва «Совіарт»                   | Україна | Київ   |
| 2002 | Персональна виставка                                                      | Галерея «Триптих»                                     | Україна | Київ   |
| 2002 | Персональна виставка                                                      | Харківська міська художня галерея                     | Україна | Харків |
| 2001 |                                                                           | Галерея "Ательє Карась"                               | Україна | Київ   |
| 2000 | «СХІД-ЗАХІД»                                                              | галерея "Город N"                                     | Україна | Київ   |
| 2000 | «Хронопис»                                                                | Карась Галерея                                        | Україна | Київ   |
| 1999 | «ЛИСТ У НЕБО»                                                             | міжнародний арт-фестиваль                             | Україна | Київ   |
| 1998 | «ROSARIUM»                                                                | галерея СХ ЦБХ                                        | Україна | Київ   |
| 1998 |                                                                           | Галерея «Ательє Карась»                               | Україна | Київ   |
| 1997 |                                                                           | Галерея «Акварель»                                    | Україна | Київ   |
| 1997 |                                                                           | Галерея 36                                            | Україна | Київ   |
| 1997 | «Прозора міфотека»                                                        | культурний центр «Славутич»                           | Україна | Київ   |
| 1994 | «METANOSIS»                                                               | Державний музей українського образотворчого мистецтва | Україна | Київ   |

### Персональні міжнародні виставки
| рік  | назва                                  | виставкова зала                   | країна     | місце     |
| ---- | -------------------------------------- | --------------------------------- | ---------- | --------- |
| 2020 | «Сучасний лабіринт» (серія “Урбанізм”) | КНР                               | Шеньчжень  |           |
| 1993 | Персональна виставка                   | галерея Art Felchlin              | Швейцарія  | Цюрих     |
| 1992 | Персональна виставка                   | галерея Appia                     | Франція    | Гренобль  |
| 1992 | Персональна виставка                   | галерея Inter Art Galerie Reich   | Німеччина  | Кьольн    |
| 1991 | Персональна виставка                   | галерея Art Felchlin              | Швейцарія  | Цюрих     |
| 1991 | Персональна виставка                   | галерея Tuset                     | Іспанія    | Барселона |
| 1991 | Персональна виставка                   | галерея Appia                     | Франція    | Гренобль  |
| 1991 |                                        | Galerie Pavlovsky                 | Нідерланди | Утрехт    |
| 1991 | SOFI                                   |                                   | Швейцарія  | Цюрих     |
| 1991 |                                        | Галерея «Caccilia Wameling»       | Швейцарія  | Баден     |
| 1991 |                                        | Галерія «Art Felchlin»            | Швейцарія  | Цюрих     |
| 1991 |                                        | Галерея «Pavlovsky Arts & Crafts» | Нідерланди | Утрехт    |
| 1991 | «Міфосвіти»                            | галерея «Русская коллекция»       | Росія      | Москва    |

## Музеї та колекції
- Національний художній музей України (Київ, Україна).
- Український фонд культури (Київ, Україна).
- Національний музей Тараса Шевченка (Київ, Україна).
- Хмельницький обласний художній музей (Хмельницький, Україна).
- Сумський художній музей імені Никанора Онацького (Суми, Україна).
- Райффайзен Банк Аваль (Київ, Україна).
- Укрсоцбанк (Київ, Україна).
- Банк «Креді Ліоне Україна» (Київ, Україна).
- Cheton Ltd (Київ, Україна).
- Communico (Київ, Україна).

## Список джерел

### Українські джерела
1. Авраменко О. Ловець тонких енергій // Художня культура. Актуальні проблеми. - Київ, 2017. - Вип. 13. - С. 246–262.
2. Бадянова К. Андрій Блудов. Криптотека  // Українське мистецтво. 2010. № 5/6. С. 236–237.
3. Блудов А. // Українське мистецтво. 2004. № 3.  С. 97.
4. Блудов А. Живопис, відео, об'єкти. Художній альбом. АДЕФ-Україна. - Київ, 2017. 272 с.
5. Блудов А. Живопис. Художній альбом. Київ, 2004. 36 с.
6. Блудов А. Таємний сад – Київ.  2001. 48 с.
7. Блудов А. Про викладання живопису на кафедрі графічних мистецтв // Українська академія мистецтва : Дослідницькі та науково-методичні праці / Міністерство культури і мистецтв України; Національна академія образотворчого мистецтва і архітектури. – Київ : НАОМА, 2007. С. 207–211.
8. Бурлака В. Роль міфів та символів у творчості київських художників А. Блудова, О. Стратійчук, М. Журавля, Є. Бельського»: дипломна робота / НАОМА. Київ, 1998. С. 28.
9. Веровенко Н. Міфотворець із крамниці старожитностей // Голос України, 1997. (№ 104). С.12.
10. Вишеславський Г., Сидор-Гібелинда О. Термінологія сучасного мистецтва. Означення, неологізми, жаргонізми сучасного візуального мистецтва України. Київ : Terra Incognita, 2010. 416 с.
11. Вишеславський Г. Відео-арт // Науковий збірник Інституту проблем сучасного мистецтва. К., Грудень 2012. Вип. VI . С. 55.
12. Ганжа Л. Самотній голос людини // Газета День, 1999. (№ 101). С. 4.
13. Горовий В. Художник молодий // Вечірній Київ, 1994. (№ 84). С. 7.
14. Грідяєва Т. О. Медіа-арт в Україні: авторські ідеї та засоби їх реалізації // Вісник ХДАДМ, 2017. (№ 5). С. 136.
15. Зінченко К.  Весняний вітер Блудова  // Образотворче мистецтво,  2008. №1.  С. 6–7.
16. Кондратенко Т. У пошуку нового. Прелюдія до поцілунку, або симбіоз пластики, музики і масок // Вечірній Київ, 1996. (№127). С. 3.
17. Ламонова О. Сучасні правила гри в мистецтво: твори, фестиваль і … прощайся зі століттям, що минає… // Культура, 1999. (№ 15). С.
18. Мироненко В. Фотографія швидкого реагування // Музейний провулок : Журнал Національного художнього музею України,  2009. № 3 (14).  С. 126–131.
19. Никитюк О. Маніфестація вітру  // Українське мистецтво, 2010. № 5/6.  С. 125–128.
20. Сидор-Гібелинда О. Експлікація до відеофільмів «Метанозис», «Акваторія світла», що демонструвались в галереї «Еланк-Арт» 13 березня 1995 року – К., 1995. – С.1.
21. Сидор-Гібелинда О. Експлікаціях до відеофільму «Липневе рондо», що демонструвався в галереї «Еланк-Арт» 26 листопада 1995 року – К., 1995. – С.1.
22. Сидор-Гібелинда О. Прозора міфотека. Каталог виставки творів А. Блудова. – К., 1995, С. 3.
23. Скляренко Г., Маценко Н., Рай К., Рублевська Р., Естеркін І. «25 років присутності – Сучасні українські художники». К., 2018. – 356 с.
24. Стрелкова А. Ю. Ґенеза та сутність вчення про порожнечу в філософії буддизму: Дисертація на здобуття наукового ступеня доктора філософських наук: Національна академія наук України Інститут філософії імені Г. С. Сковороди, на правах рукопису УДК 1 (091): 294.3. Київ, 2016.  441 с.
25. Сучасне мистецтво України періоду Незалежності: 100 імен. Київ: Мисль, 2008. – 640 с.
26. Стрижко Н. Актуальні тенденції в мистецтві інсталяції ХХІ століття: впливи та напрями розвитку // «Праці центру пам’яткознавства»: збірник наукових праць. – Київ - 2019. Вип. 36. С. 159–168.
27. Чепелик О. Український мистецький слід на Сході та Схід в українському сучасному мистецтві // Збірник інституту проблем сучасного мистецтва. – Київ - 2018. Вип. 14. С. 348.
28. Черненко С. Алеї пам’яті. З світлом і без // Всеукраїнська громадсько-політична газета Демократична Україна,  2004. (№ 83). С. 10.
29. Черненко С. Книга снів Андрія Блудова // Всеукраїнська громадсько-політична газета Демократична Україна, 2004. (№28) – С. 11.

### Інші джерела
1. Блудов А. Домик с трубой // Газета День, 1999. (№233). С. 7.
2. Бридня Н. О том, как создаются мифы на полотне // Киевские ведомости,  1994. (№ 26). С. 3.
3. Бурлака В. В ожидании «Вавилонской ветротеки» // Зеркало недели, 2000. (№19 (292). С. 9.
4. Бурлака В. Через тернии – к идеалу // Зеркало недели, 2000. (№ 23 (296). С. 11.
5. Бурлака В. Мяукающий корт у Великой китайской стены… // Зеркало недели, 2001. (№ 4 (328). С.15.
6. Бурлака В. Разбор весенних полетов // Зеркало недели, 2001. (№21 (345). С. 13.
7. Гусева М. Дни города Киева в городе Москва // День газета, 2001. (№4). С. 5.
8. Данильченко А. Купите картину с помощью компьютера в художественной галерее Интернета // Газета Факты, 2004. (№16). С. 10.
9. Еременко Н. Метафизическая радуга Андрея Блудова // Иллюстрированный еженедельник Событие, 2002. (№16). С.13.
10. Ивашова К. «Прозрачная мифотека» Блудова и Журавля // Киевские ведомости, 1995. (№9). С. 7.
11. Ирисов Л. Штаб ПВО на Руднева как школа метафизики // Время, 2002. (№ 10). С. 4.
12. Каневский А. Я шагаю по Киеву // Киевские ведомости, 1997. (№ 57). С. 6.
13. Кириченко Е. Спасение утопающих – дело рук умеренно пьющих? // Киевские ведомости, 1996. (№ 42). С. 12.
14. Кириченко Е. Что делает в Rosarium’е художник Блудов? // Киевские ведомости, 1998. (№ 54). С. 12.
15. Кириченко Е. Джазовые импровизации: соло на рояле для любителей живописи // Киевские ведомости, 1998. (№ 56). С. 13.
16. Кириченко Е. Загадки художника Блудова // Киевские ведомости, 1999. (№62). С. 9.
17. Кириченко Е. Художнику нужно немного: банка краски, кофе да тишина // Киевские ведомости, 1999. (№ 69). С. 10.
18. Кедров К. Христос и Фрейд // Литературно-художественный и общественно-политический альманах «Апрель». Москва, 1992. Вип. 5. С. 234.
19. Ковач Л. Призрачный свет мифологического аквариума // City, 1995. (№ 15). С. 18.
20. Крючкова В. А. Символизм в изобразительном искусстве. Франция и Бельгия 1870–1900. М. : Изобразительное искусство, 1994 . – 270 с. : цв. ил.
21. Кунгурцева О. Появились свежие сливки в области искусства // Киевские ведомости, 1996. (№ 24). С. 9.
22. Куприна Ю. Просветление Андрея Блудова   // Шо : Журнал культурного сопротивления, 2006. № 5/6. С. 64–70.
23. Курина А. Голос травы // Понедельник, 2003. (№ 6). С. 13.
24. Лобановская А. Дуэт солистов // Правда Украины, 1997. (№ 117). С. 4.
25. Ляпин А. Художники любят мастера ветра Ма // День, 1997. (№ 80). С. 12.
26. Новицкая Е. Луна-парк  // Салон: Все лучшее в дизайне, 2005. № 2. С. 30.
27. Ольховская Е. Блудов А. Культуроведческое исследование новых направлений в современном дизайне  // Сучасні проблеми дослідження, реставрації та збереження культурної спадщини : збірник наукових праць з мистецтвознавства, архітектурознавства і культурології. Київ, 2008. Вип. 5. С. 150–155.
28. Онищенко О. Картины к которым хочется вернуться  // Харків’янин, 2002. ( № 9). С. 5.
29. Писаревский М. Internet-коммерция: высокое искусство, высокие технологии // События,  (№ 18). С. 5.
30. Подлуцкий А. Союз четырех // Парк культуры, 1999. (№ 43 (368). С. 28.
31. Порозов А. Вавилонская ветротека // Журнал «Галерея Magazine, 2000. №3–4. С. 4–5.
32. Родичева И. С. Философия «пустотности» Чжуан-Цзы. – Ученые записки Таврического национального университета им. В. И. Вернадского. Серия «Философия. Культурология. Политология. Социология». Том 24 (65). 2012. № 4. С. 36–41.
33. Рожен А. «Мифосны» для богатеньких Буратино // Аргументы и факты, 2001. (№ 21). С. 19.
34. Салыгина Ю., Шевцов Вл. Лучший подарок австрийцу – валенки вологодские // Новый венский журнал, 2004. № 6 (102). С. 4.
35. Сидор-Гибелинда О. Мрачные, аморальные, странные, грязные // Art Line, 1996. (№4–5). С. 35.
36. Сидор-Гибелинда О. «Концерт барокко» – без антракта // Культура, 1996. (№ 25). С. 18.
37. Сидор-Гибелинда О. Печальный Rosarium // Газета «День», 1998. (№ 81).  С. 6.
38. Сидор-Гибелинда О. Ералаш как праздник искусства // Газета «День», 1999. (№ 94). С. 8.
39. Сидор-Гибелинда О. Рыцарь печальной кисти // Газета «День», 1999. (№ 101).  С. 7.
40. Строев Ф. Симпозиум «Раку-керамика» в этом году был совершенно необычен // Панорама, 2001. (№ 3). С. 5.
41. Титаренко О. Топ-50 найвпливовіших особистостей у сучасному мистецтві України 2007–2008 // Art-Ukraine : мистецький альманах, інформ.-ілюстр. дод. до теми «Мистецький рух України ХХ–ХХІ ст.», 2008. листопад–грудень. С. 30–49.
42. Тищенко В. Тени забытых предков // Domus design, 2007. № 5.  С. 56.
43. Тищенко В. В саду у Блудова // Domus design, 2004. С. 38.
44. Тищенко В. «Париж-Дели» – любовь  // Domus design,  2008.  № 4. С. 48.
45. Тищенко В. Раздвоение личности // Domus design, 2006. № 3. С. 52.
46. Тищенко В. Все дороги ведут к живописи. Интервью с Андреем Блудовым  // Domus design, 2008. №7–8. С. 96–104.
47. Ткачук Т. Заблудитесь вместе с Блудовым // Киевские ведомости, 2001. (№ 81). С. 14.
48. Федевич Л. Дух співпраці з природою  // Образотворче мистецтво,  2014. № 4. С. 82.
49. Чердынцева А. Отвинтисты дождливого дня 19 мая на горе Пасхотина украинские художники ловили «Весенний ветер // Вечерние вести, 2001. № 076 (572). С. 14.

## Електронні джерела
- Андрей БЛУДОВ: «Живопись — это отдельное пространство, состоящее из красок» Газета «День» [Архівовано 23 квітня 2021 у Wayback Machine.]
- Третє Око Мистецькі студії Монографічна збірка статей [Архівовано 3 серпня 2021 у Wayback Machine.]
- Світи мандрівного Андрія Блудова УКД 75.071.1(477) Петрова О. М.  [Архівовано 23 квітня 2021 у Wayback Machine.]
- Махатма Ганді постане в українських реаліях на картинах Міністерство культури України [Архівовано 23 квітня 2021 у Wayback Machine.]
- В Киеве проходит выставка, посвященная Ганди Арт Новости [Архівовано 23 квітня 2021 у Wayback Machine.]
- Художники расписали ящики от снарядов для помощи Марьинке LB.ua [Архівовано 23 квітня 2021 у Wayback Machine.]
- Сучасні проблеми дослідження, реставрації та збереження культурної спадщини. Випуск сьомий. 2010 Національна бібліотека України імені Ярослава Мудрого [Архівовано 23 квітня 2021 у Wayback Machine.]
- У Києві видали каталог видатного українського художника Андрія Блудова Наша Версія. [Архівовано 23 квітня 2021 у Wayback Machine.]
- Ненаративний еволюціонер або Так говорив Блудов… Korrespondent.net [Архівовано 23 квітня 2021 у Wayback Machine.]
- Biruchiy contemporary art project [Архівовано 23 квітня 2021 у Wayback Machine.]